# 漢諾威鎮區 (愛荷華州克勞福德縣)
漢諾威鎮區（英語：Hanover Township）是位於美國愛荷華州克勞福德縣的一個行政鎮區。

## 地方資料
根據2010年美國人口普查的數據，漢諾威鎮區的面積為92.57平方千米，當中陸地面積為92.55平方千米，而水域面積為0.02平方千米。當地共有人口226人，而人口密度為每平方千米2.44人。